# Ozola defectata
Ozola defectata là một loài bướm đêm trong họ Geometridae.